# 徳島城
徳島城（とくしまじょう）は、徳島県徳島市徳島町にあった日本の城。城跡は国指定の史跡、名勝（表御殿庭園）になっている。

## 概要

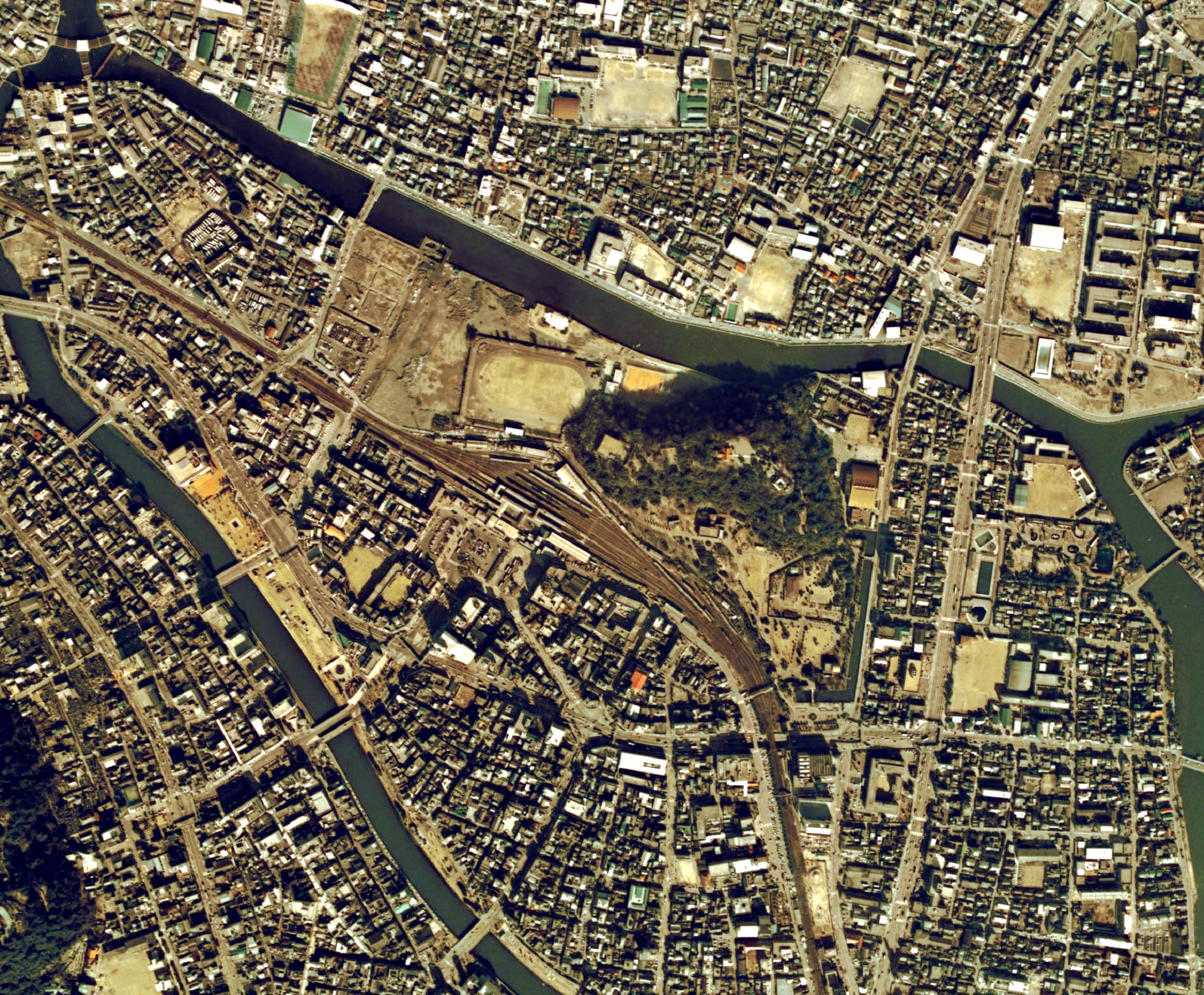
徳島城の航空写真
（1974年撮影・国土航空写真）

徳島城はJR徳島駅の北側にあり、徳島市の中心部に位置する。
吉野川河口付近の中洲に位置する標高61メートルの城山に築かれた山城と城山の周囲の平城からなる、連郭式の平山城である。

## 歴史・沿革

### 渭山城・寺島城
この地は鎌倉時代より伊予国地頭の河野氏が支配していた。室町時代の1385年（至徳2年）に細川頼之が四国地方にあった南朝方の勢力を討ち、現在の城地の城山に小城を築いた。頼之は助任川の風光を中国の渭水に例え、この地を渭津、山を渭山と名付けた。
『城跡記』は徳島城築城について「渭山寺島両城を合して一城となす」と記す。寺島城は平地にあった城で、文献は寺島の西端（現 郷土文化会館付近）とするが、発掘調査ではのちの花畑（現 市立体育館付近）の可能性が示唆される。

### 徳島城

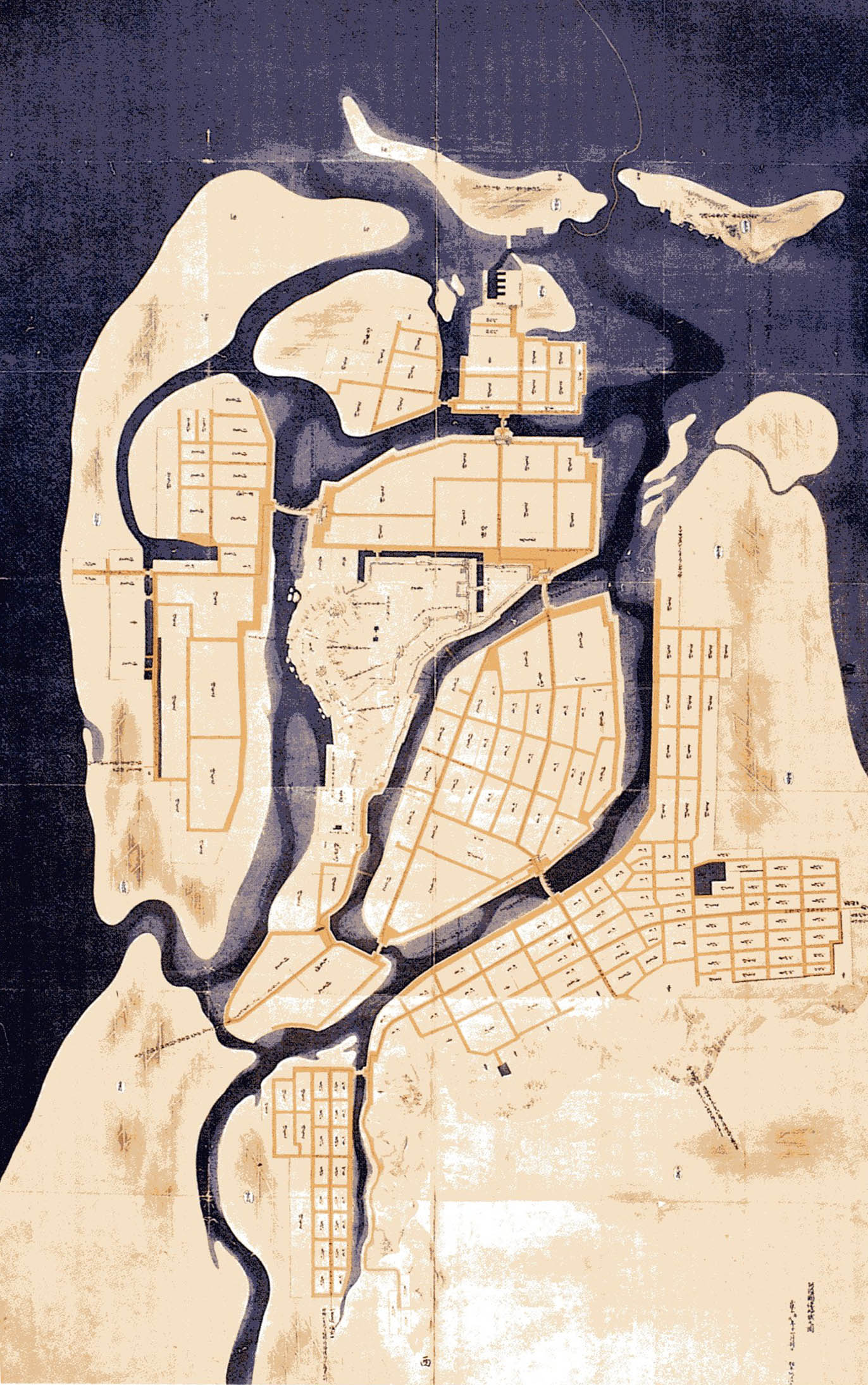
阿波国徳島城之図

戦国時代になると、阿波の地は群雄が割拠し、しばしば城主が入れ替わった。1582年（天正10年）には土佐国の長宗我部元親が侵攻し阿波が平定された。
1585年（天正13年）、豊臣秀吉の四国征伐に勲功のあった蜂須賀家政（蜂須賀正勝の子）が阿波1国18万6000石を賜った。入封当初は徳島市西部にあった一宮城に入城したが、入封早々に現在の地に大規模な平山城を築造し、1年半後の1586年（天正14年）完成した。以後、大坂の陣の戦功等により淡路7万1千石の加増がされ、江戸時代を通して徳島藩蜂須賀氏25万7千石の居城となり、明治維新を迎える。

### 廃城後
1873年（明治6年）に発布された廃城令により存城処分となり、1875年（明治8年）には鷲之門を除く御三階櫓以下、城内のすべての建築物が撤去された。1905年（明治38年）の日露戦争の戦勝を記念して、城跡の大半が1906年徳島公園（現 徳島中央公園）として開設され、1910年一般に開放された。
ただし、旧御花畠は幕末に練兵場、1889年より徳島監獄署（現 徳島刑務所）が置かれ、公園からは除かれた。その後、公園の範囲は多少変動し、現在はかつての城内のうち御花畠の西半分（現 合同庁舎・民有地）、西の丸の大半（現 内町小学校）、三木郭の南部（現 文化センター）が公園に含まれない。
1941年（昭和16年）には表御殿庭園が国の名勝に指定された。明治以降の城地は石垣と堀、庭園、鷲之門のみが残った。
1945年（昭和20年）7月4日の徳島大空襲により、城跡内のほとんどの建物と共に唯一現存していた鷲之門も焼失した。
1989年（平成元年）、鷲之門が復元された。
2006年（平成18年）4月6日、日本100名城（76番）に選定された。

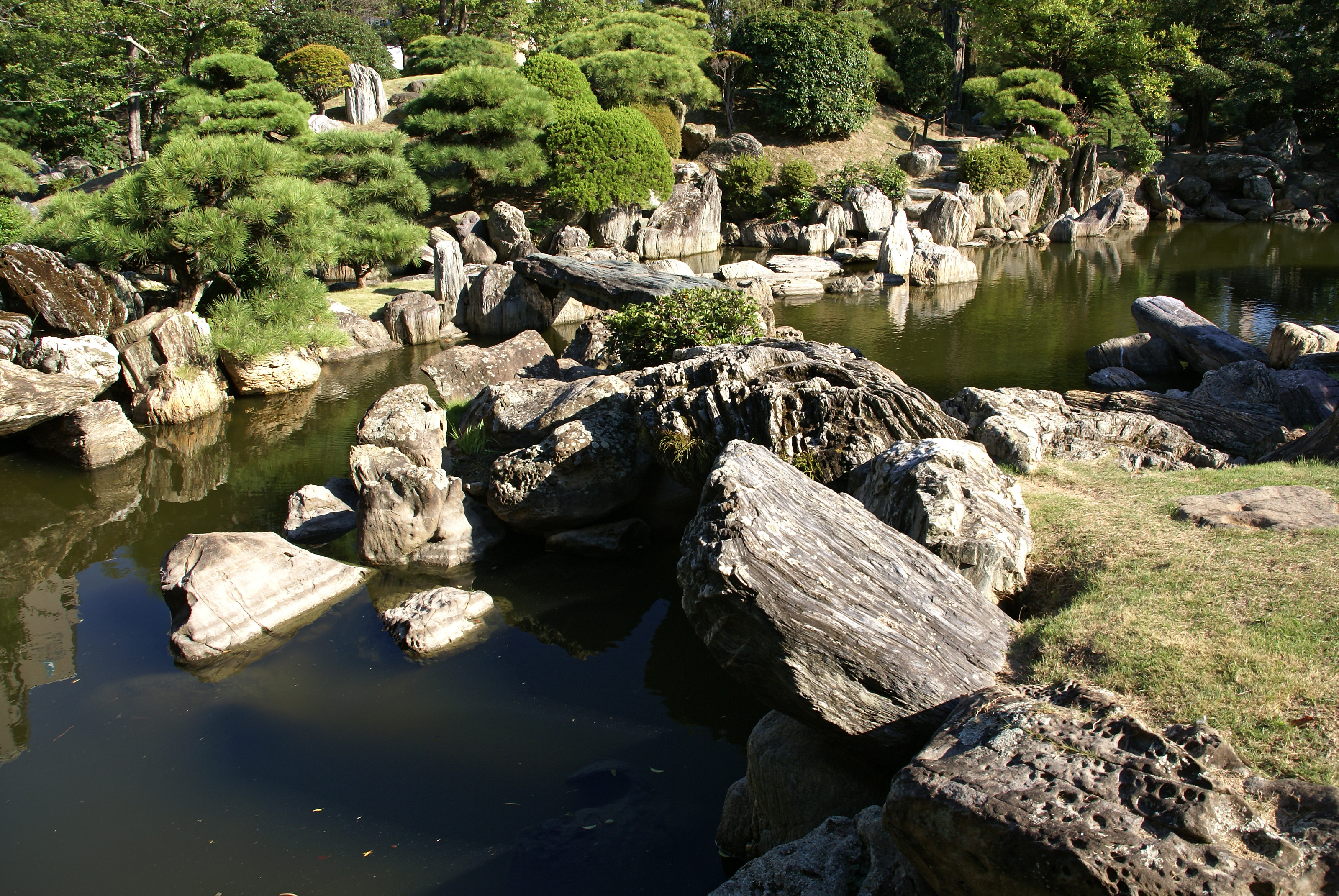
旧徳島城表御殿庭園
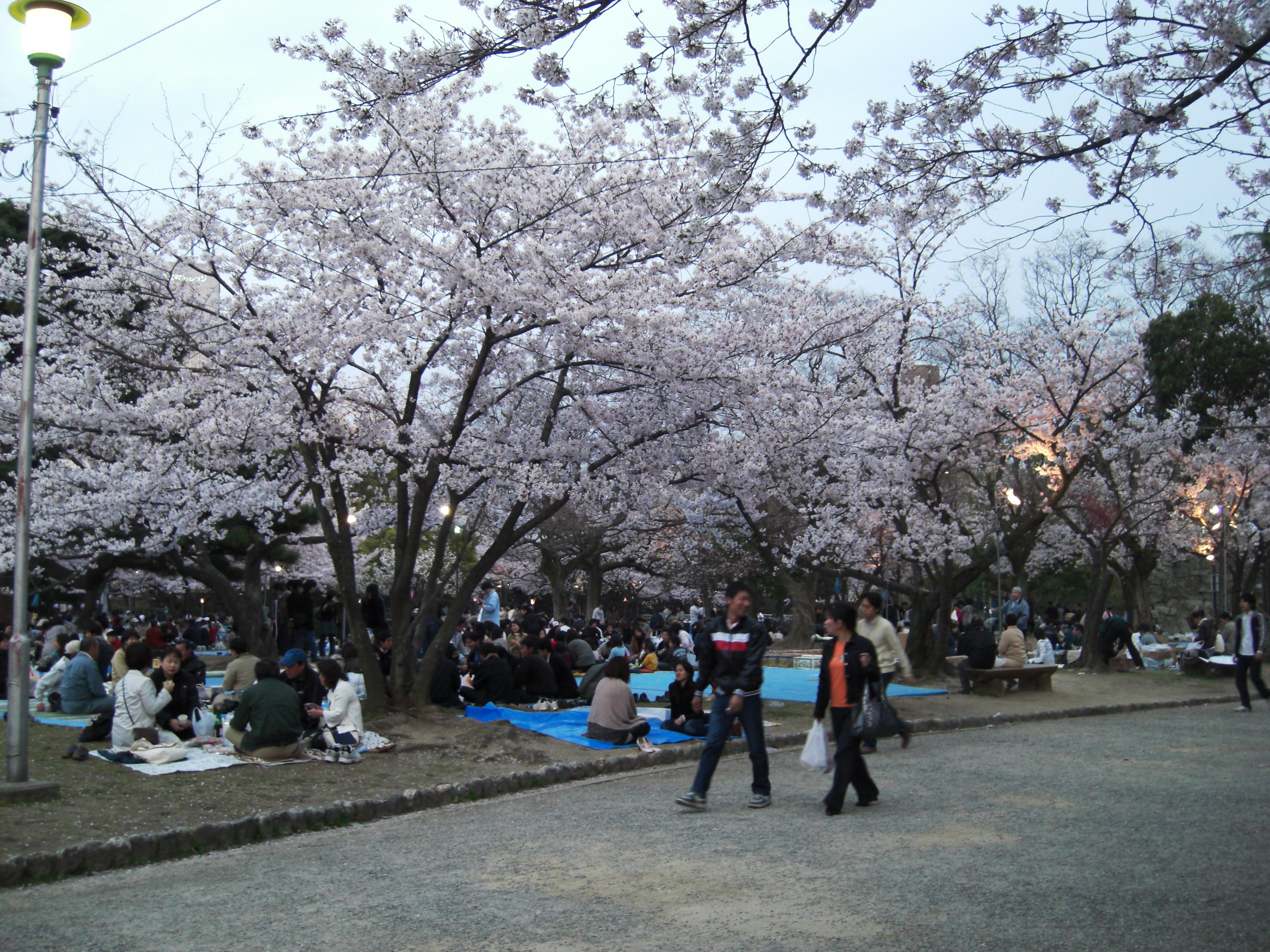
徳島中央公園の花見
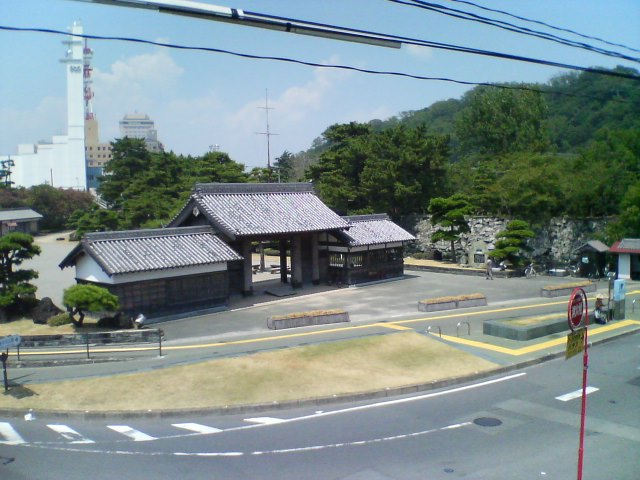
復元された鷲の門。後方右側の森は城山
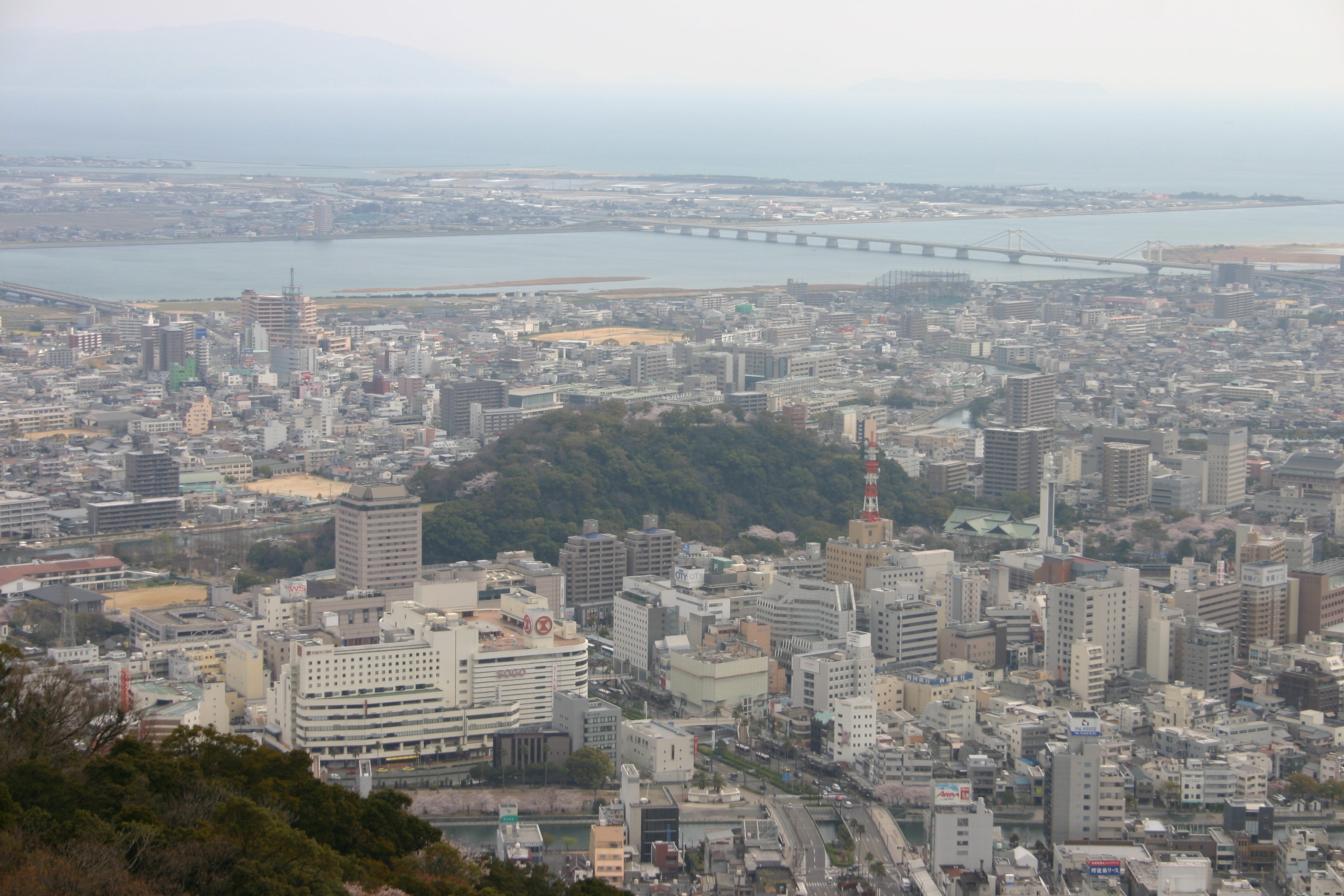
眉山から望んだ城山

## 構造

### 石垣
石垣の石には、眉山の三波川変成岩（結晶片石）が使われている。岩石の種類としては、青石（緑簾石‐アクチノ閃石片岩・緑簾石‐藍閃石片岩）・紅簾片石・石英片岩である。なお、表御殿庭園の庭石には、眉山の石のほか、鳴門・淡路の海岸から舟で運ばれた石も使われている。これを含め、運送の難から、内陸で採れる石材は使われていない。濡れて青く映える青石の石垣を見ることを目当てに雨の日に訪れる観光客も多いという。
山城の石垣はほとんどが現存するが、三の丸跡の一部（現 城山配水池）などが失われている。平城の石垣も現存するものが多いが、寺島川沿い（現存する河岸の石垣ではなくその内側にあった居城の曲輪の石垣）、西の丸の石垣の大半（西の石垣の外側のみ現存する）などが失われている。

### 堀
吉野川から分流する、助任川・福島川・新町川・寺島川（現 JR徳島駅と牟岐線）を外堀とし、さらに内側に堀川・瓢箪堀（現 東出来島町東部）があった。なお、寺島川の大半と瓢箪堀は、堆積や埋め立てにより現存しない。

### 山城
徳島城の山城は連郭式であり、いくつかの曲輪が段差を持って連続していた。西から順に、三の丸・西二の丸・本丸・東二の丸である。

#### 天守

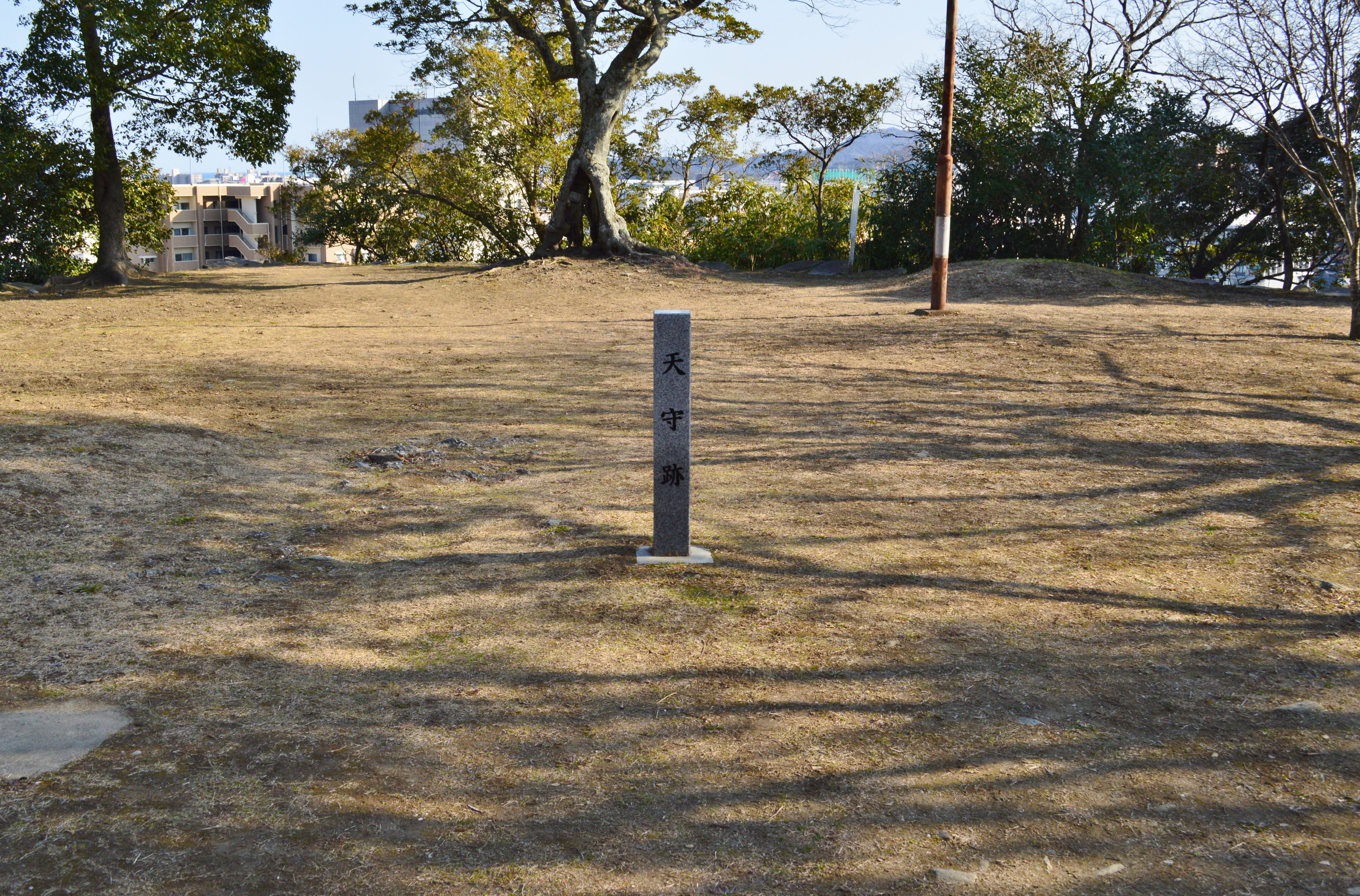
東二の丸の天守跡

創建当時の天守は元和年間（1615年–1624年）に取り壊されたといわれており、まもなく、城山の中腹にある東二の丸に天守代用の御三階櫓が構えられた。
東二の丸天守は、天守破却後に天守の代用として建てられた、当時は御三階櫓と呼ばれていたものである。なぜ、二の丸に建てられたのかは定かではなく、景観バランスを整えるためであるとか城の防備上の都合によるものなどが考えられている。1873年（明治6年）の廃城令の発布により撤去された。
3重3階建てで、櫓台はなく初重平面形は正方形である。下から7間四方・5間四方3間四方といった具合の層塔型の特徴である一定の逓減率があるが、外観は望楼型といういわゆる復古型などと呼ばれるものである。外観意匠は、全面下見板張で破風は3重目の入母屋破風のほかに1重目の向唐破風と大入母屋破風が付けられていた。天守の木造復元計画は議論されたが決まっていない。

### 城山
城山西方には西の丸、そのさらに西には御花畠（おはなばたけ）があった。

#### 西の丸
現在の内町小学校・ライオンの森・徳島市民庭球場西の丸コートにかけて存在していた。城山と接する東を除く三方を石垣で囲まれていた。内町小学校の西の塀の外側として残存する。
もともとは西からの防衛拠点だったが、太平の世になるとその意義を失い、藩祖家政が隠居してからは、隠居した元藩主の屋敷となった。

#### 御花畠
現在の地方合同庁舎・武道館・市立体育館にかけてあった。以前は瓢箪島（ひょうたんじま）と呼ばれた、助任川・寺島川・人工の瓢箪堀に三方を囲まれた半島である。
御殿と庭園があり、御殿は歴代藩主の子供の養育の場として使われた。庭園は海内無双の大庭園とされ、岡山の後楽園に匹敵したと言われる。しかし幕末には取り壊され練兵場となった。一部は今も残り、庭園跡に渡した青石の橋がみられる。

### 城山の南
城山南方に徳島城の主要な殿舎が並び、当時は単に「御城」「御屋敷」などと呼ばれていた。ここでは「居城」とする。そのさらに南にはかつて米蔵の立ち並んでいた三木郭があり、現在は広場となっている。

#### 太鼓櫓と月見櫓

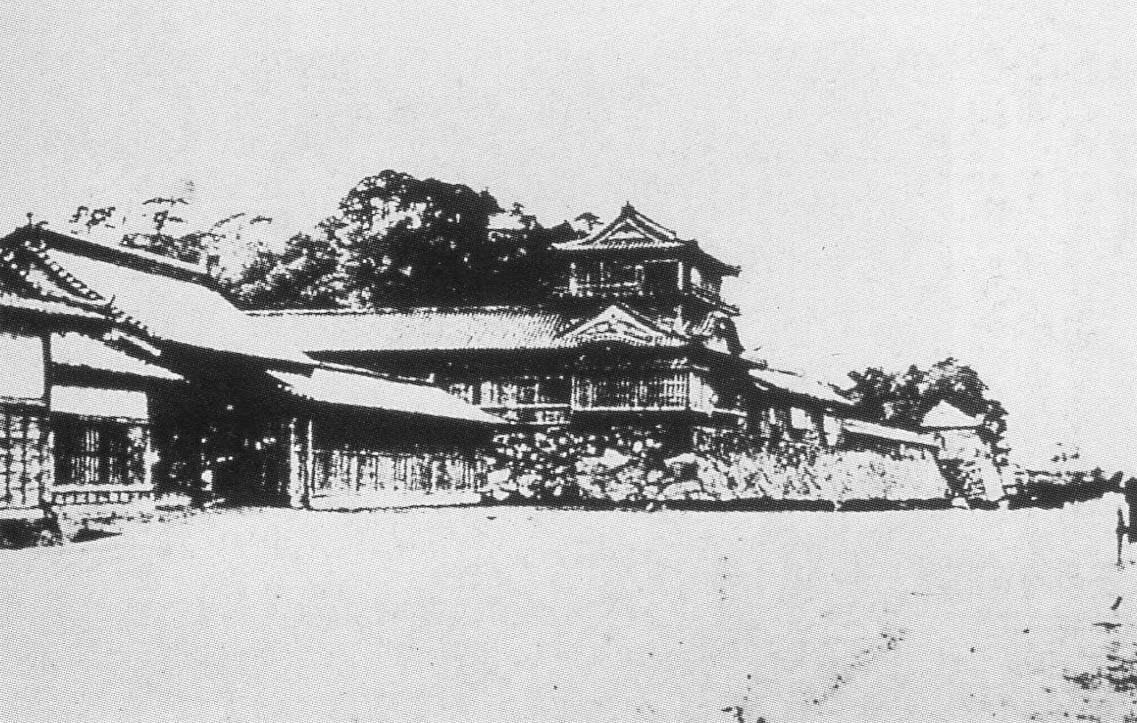
明治初期の古写真。左から、鷲の門、中央が月見櫓、多聞櫓、塀を隔てて鉄砲櫓。山頂を見ると、木々の合間に東二の丸御三階櫓の屋根が見える。

三木郭から下乗橋で堀川を越え、居城に入る大手口の両脇に構えられた櫓である。東に月見櫓、西に太鼓櫓があった。特に太鼓櫓は、望楼型の3重4階であり、天守のような造りをした大型の櫓であった。どちらも最上階に外廻縁高欄があり、物見の目的と娯楽の目的を持っていた。
いずれも櫓台石垣が現存するが、太鼓櫓の左端は通路確保のために削られている。削った跡に、石垣がきれいに積まれており境を見つけることは難しい。

#### 三木郭と鷲の門
現在の鷲の門広場から文化センターにかけて建てられた曲輪で、東には鷲の門があった。
5代藩主蜂須賀光隆 （在職 1652年–1666年） が三木という人物に命じて作らせたと言われる。しかし、1989年の発掘調査でも文禄慶長期 （1592年–1615年） と推定される滴水瓦が出土しており、『阿淡年表秘録』の記述では1603年（慶長8年）に鷲の門に関する記述があるため、1603年にはすでにあった可能性が指摘されている。

## 城下町
徳島と寺島、つまり、現在の内町地区のうち出来島・旧花畑（および近代の埋立地）以外が内郭とされた。この外の福島・住吉島・常三島・出来島・瓢箪島（以上に徳島・寺島を加え阿波の七島と呼ぶ）・助任・大岡・佐古・富田が外郭である。合わせて御城下（ごじょうか）・御山下（ごさんげ）と呼んだ。

## 現状

### 鷲の門の復元

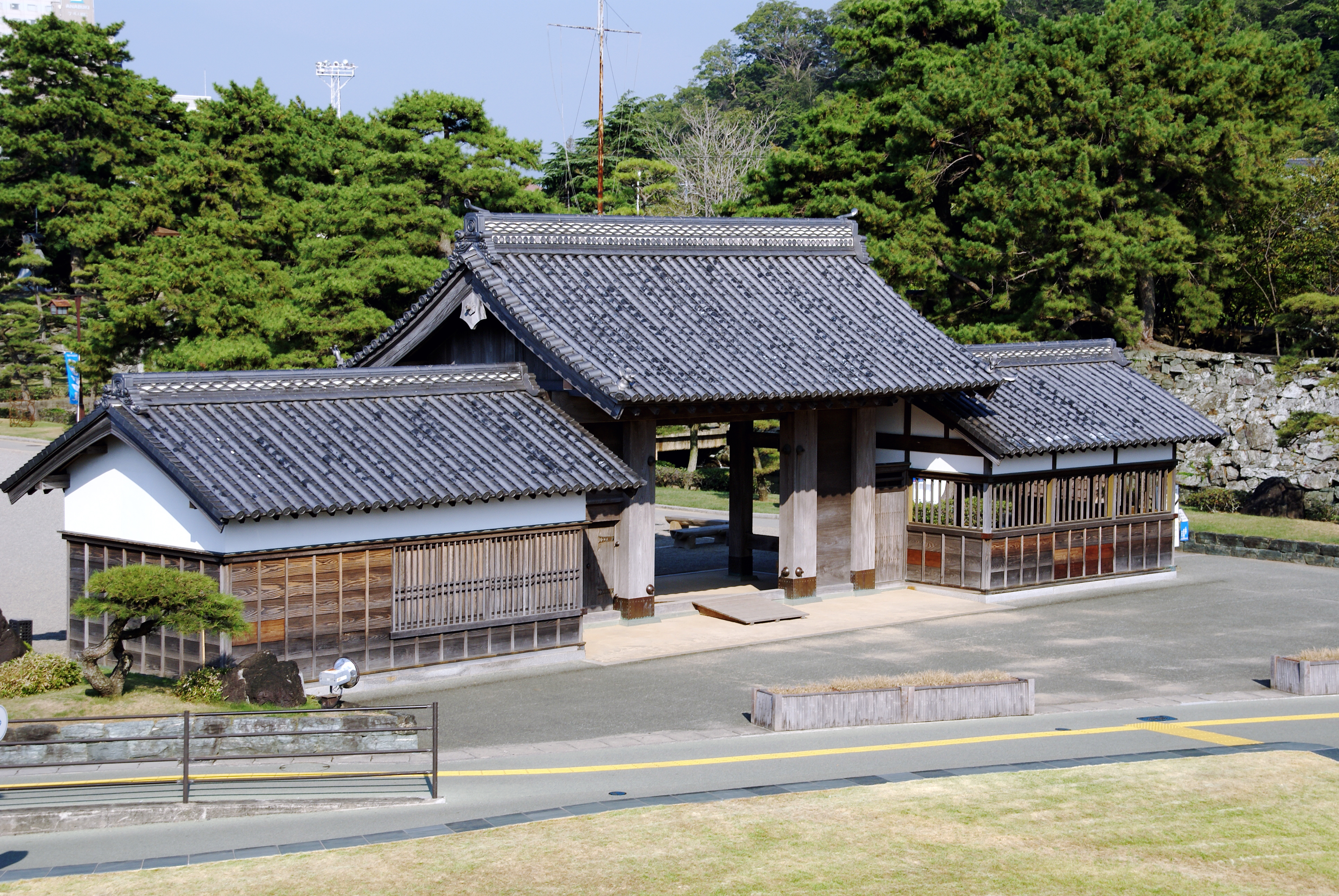
復元された鷲の門

江戸時代に徳島城を建築した際に蜂須賀氏が正門として建てた。廃城令により徳島城が廃城となった後も、鷲の門だけは残されていたが、1945年（昭和20年）の徳島大空襲によって焼失した。
1989年9月27日に徳島市制100周年を記念して復元された。門前にある道路の関係から門の規模と位置は当時とは少し異っている。

### 城山
徳島城の山城部分は、標高61.7メートルの城山に建っていた。
北面には助任川が流れており、山内の城山原生林は徳島市天然記念物に指定されている。
山麓では1922年（大正11年）、鳥居龍蔵により城山の貝塚が発見され調査された。現在、山腹にアオサギが繁殖し糞害で周辺の樹木が枯れる等の問題が起こっている。
夏になると阿波踊りの練習をするために有名連がここで練習する風景が目立つ。また、付近の幼稚園や小中学校の遠足としてよく利用されている。

### 城跡の主な施設
北西から南東の順。(埋)は、江戸時代には河道だった近代の埋立地に一部が建つ施設である。(移)は、城跡外に移転した施設である。
- 徳島地方合同庁舎
- 徳島県立中央武道館 (埋)
- 徳島市立体育館
- 徳島市立内町小学校
- 徳島市民庭球場 (埋)
- 徳島縣護國神社 (移)
- 徳島県立図書館 (移)
- 徳島市立徳島城博物館
- 旧徳島城表御殿庭園
- 徳島市立文化センター (埋)

## 画像

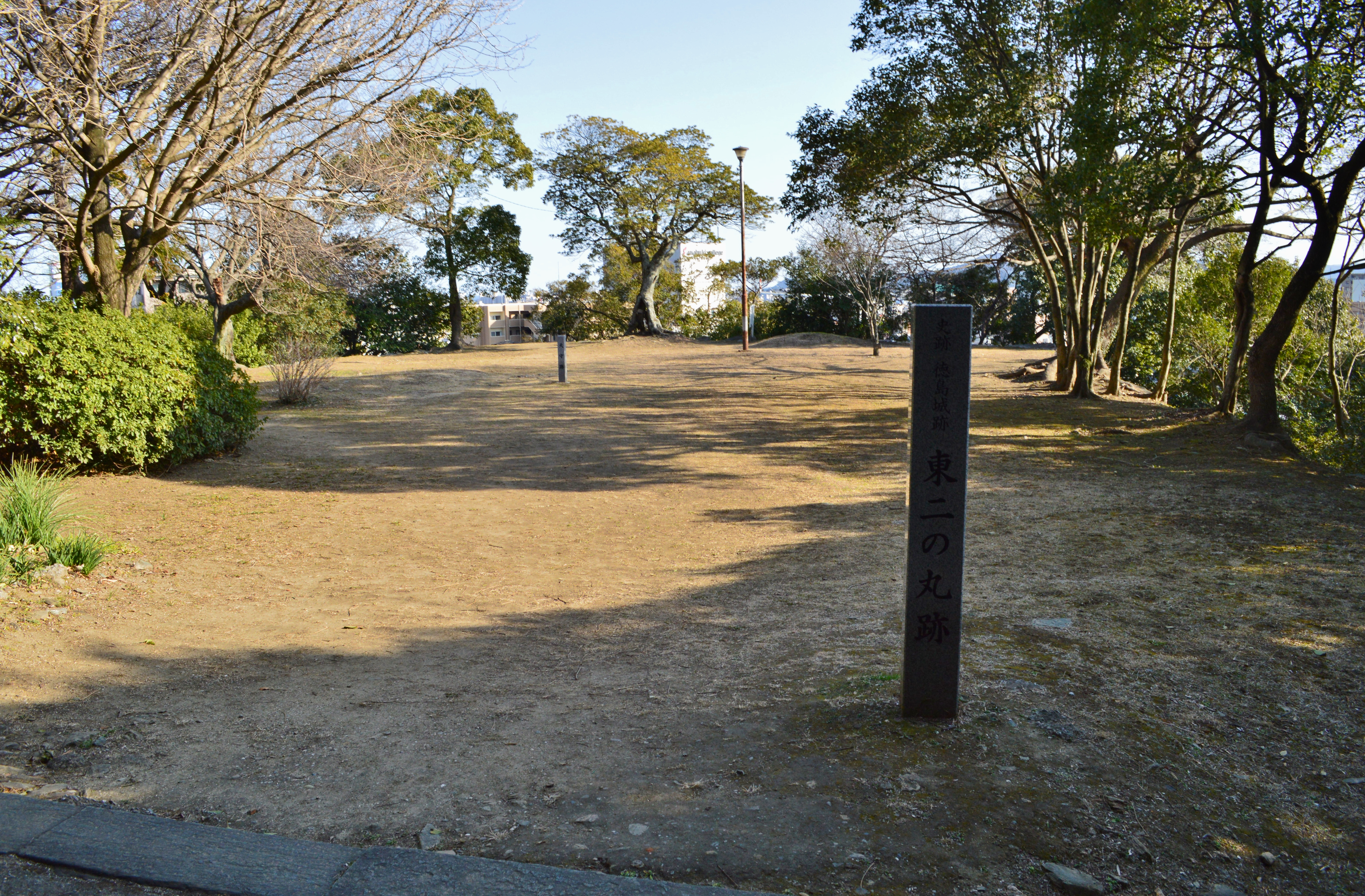
東二の丸
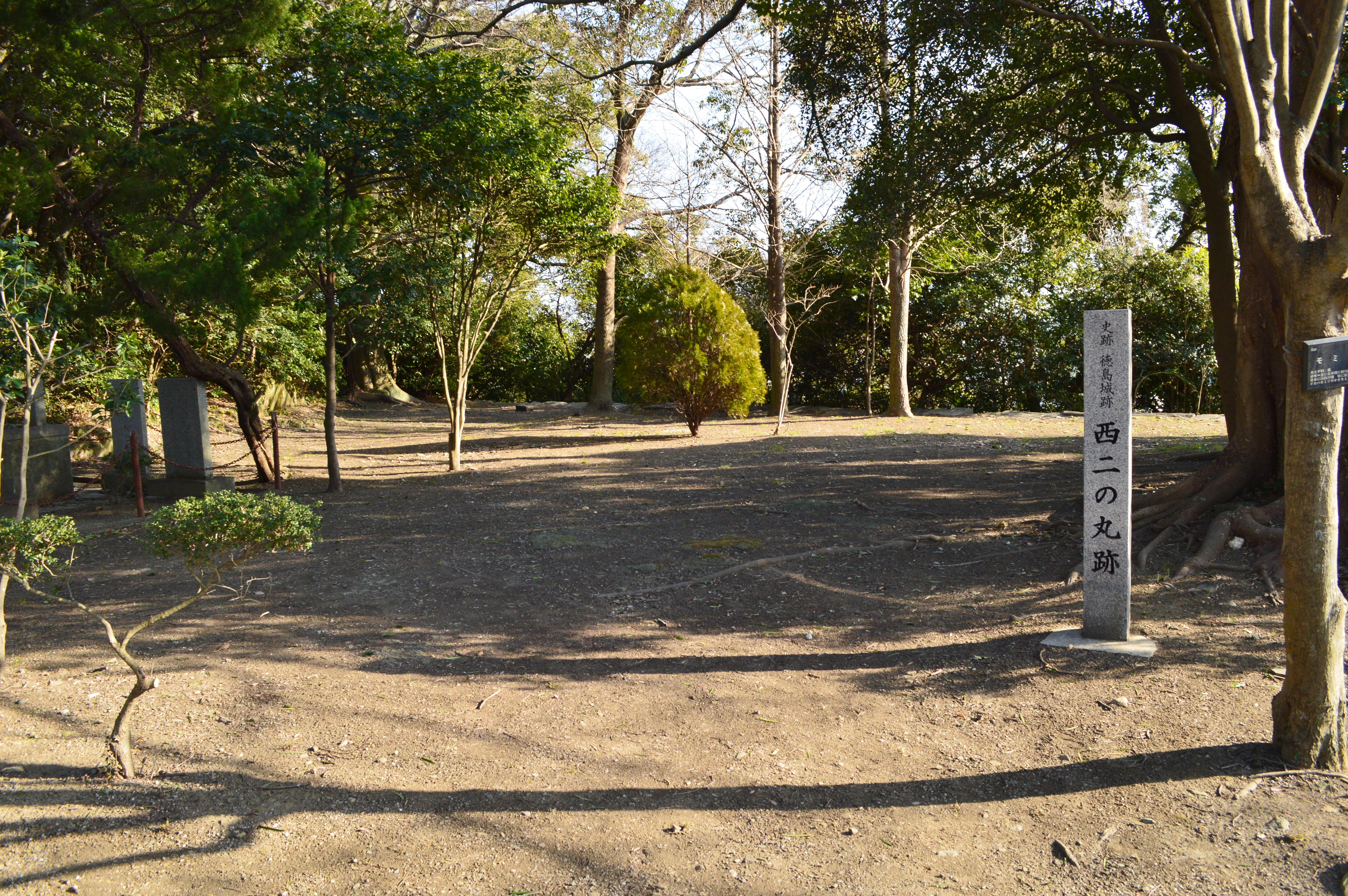
西二の丸
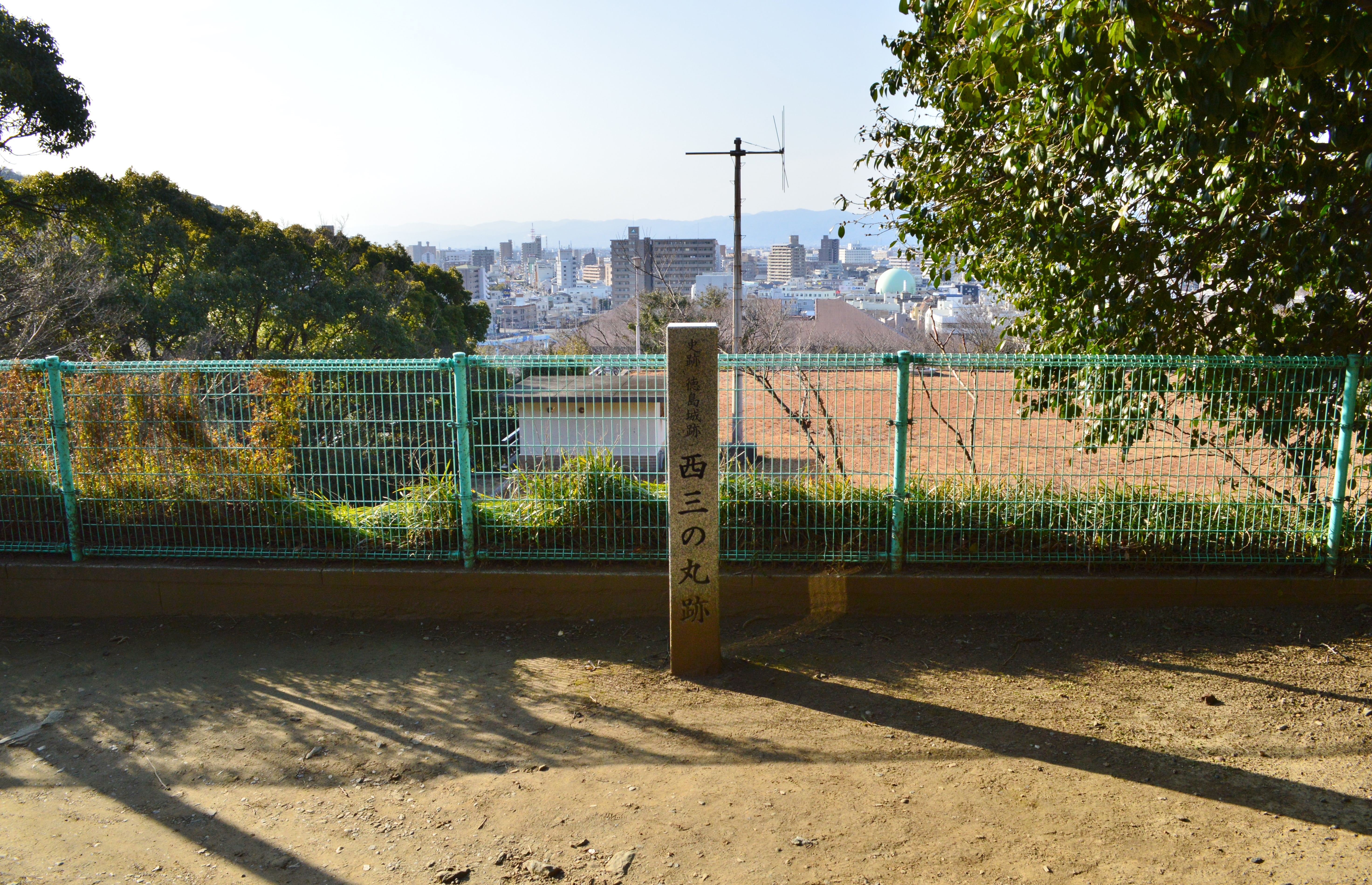
西三の丸
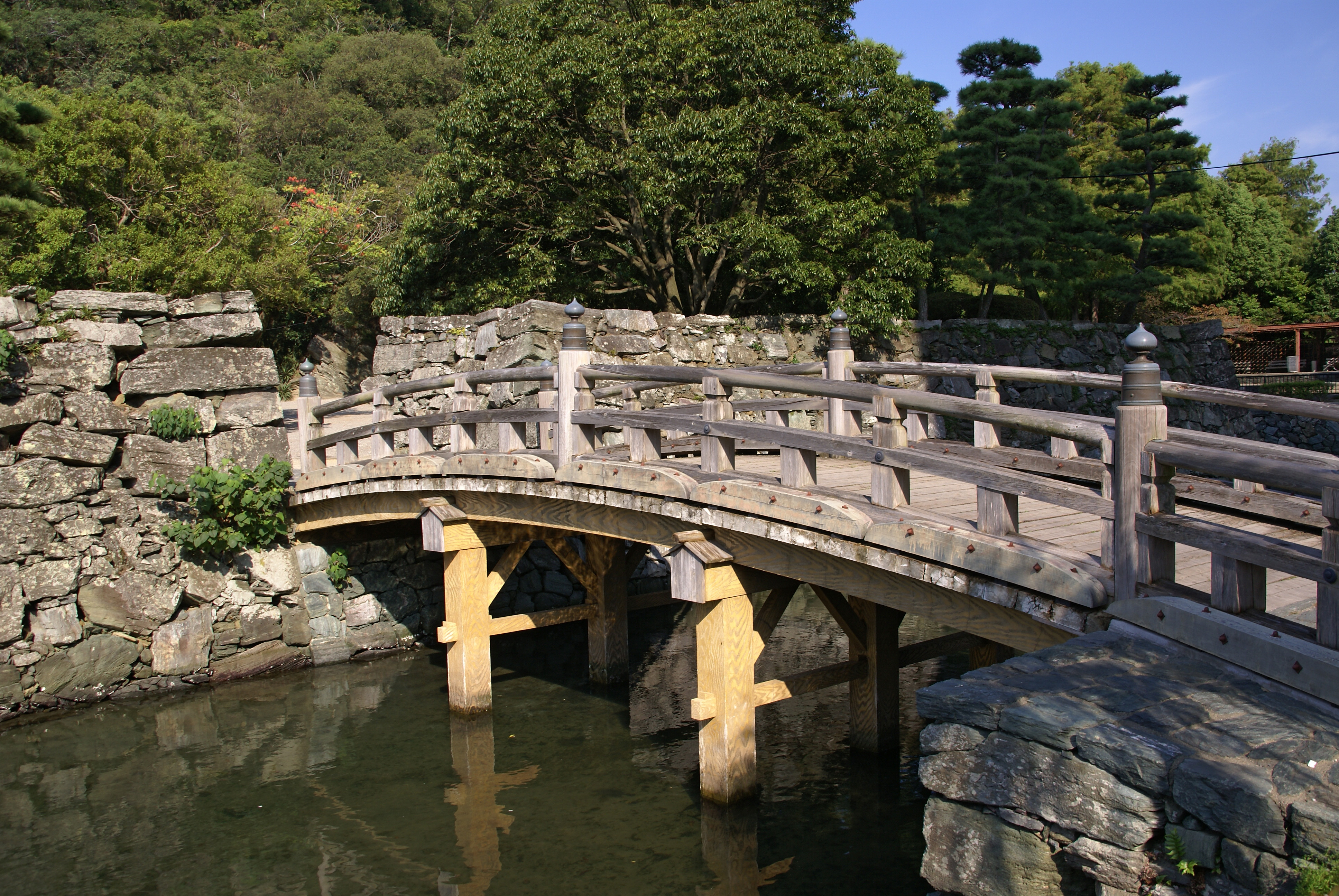
数奇屋橋
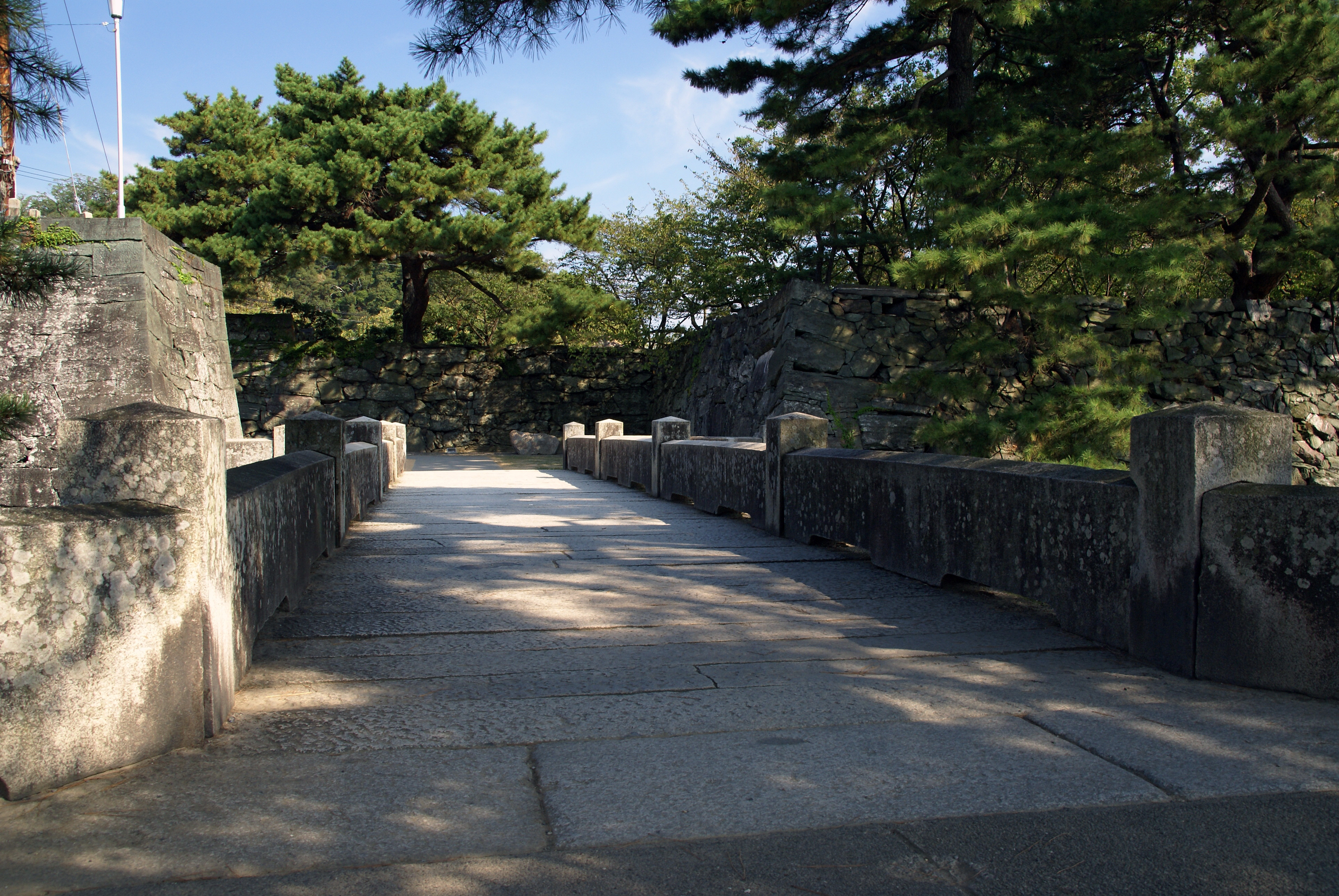
下乗橋
蜂須賀家政の銅像
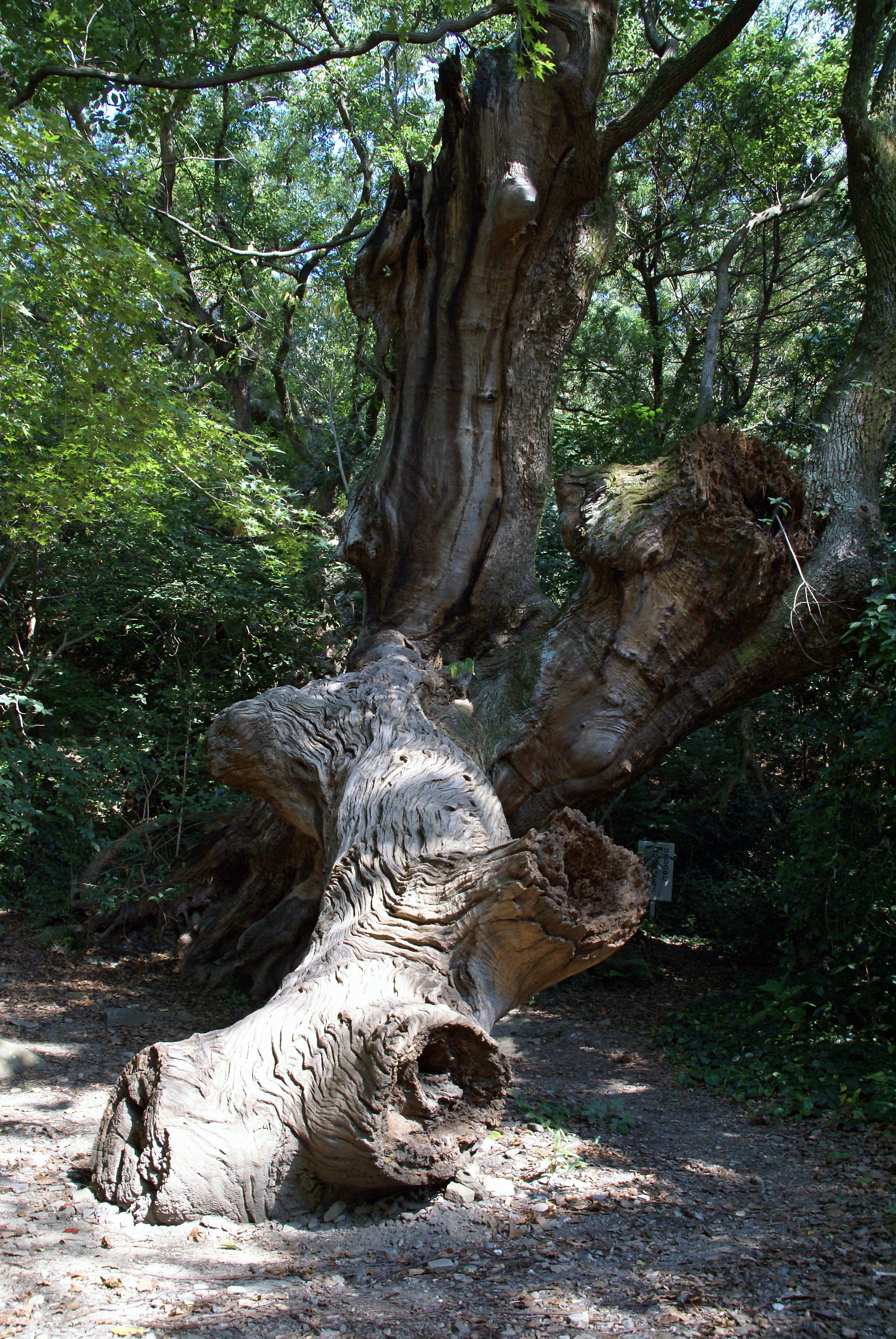
竜王さんのクス
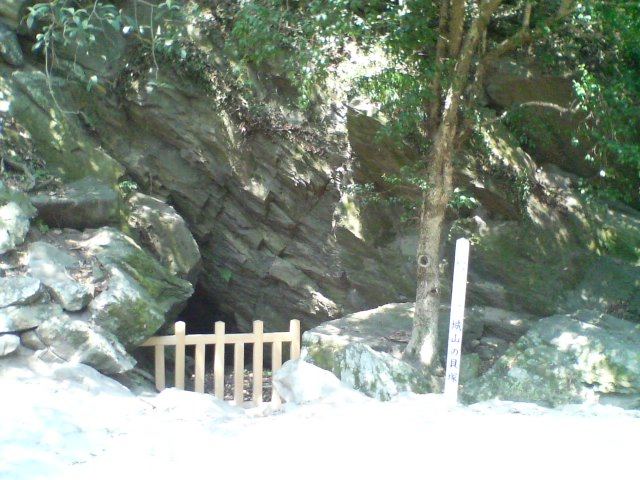
城山の貝塚
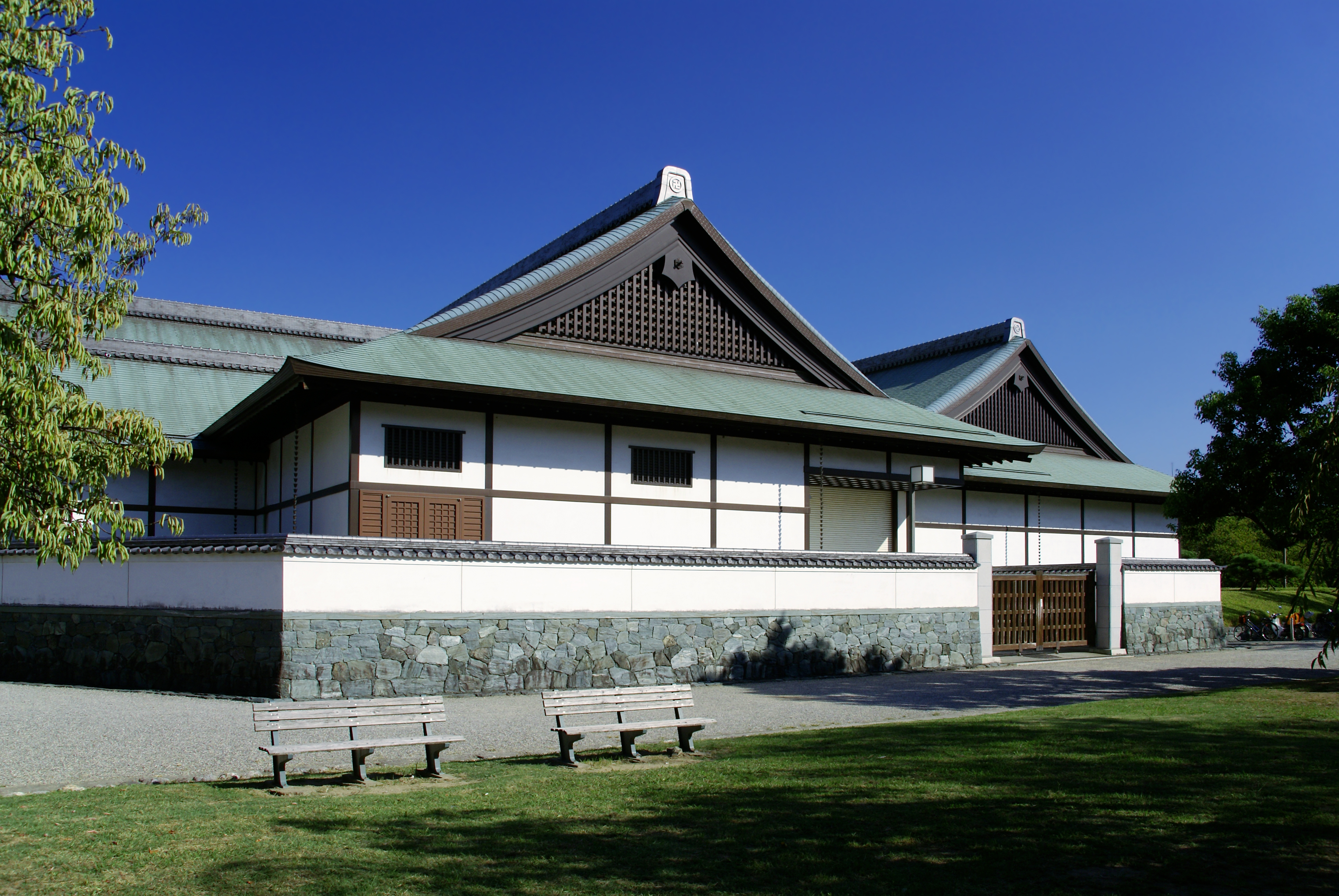
徳島市立徳島城博物館
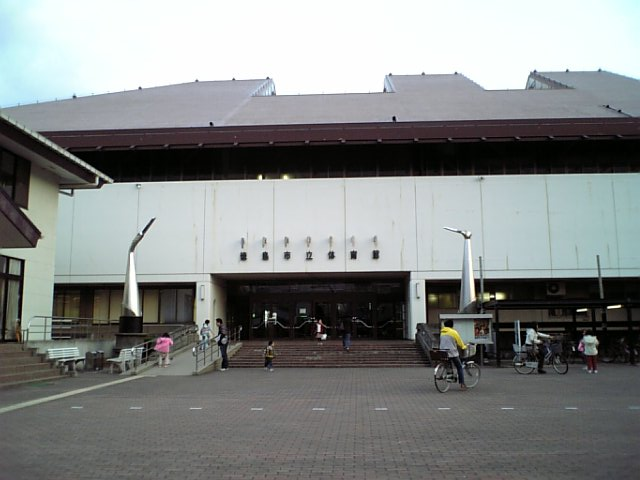
徳島市立体育館
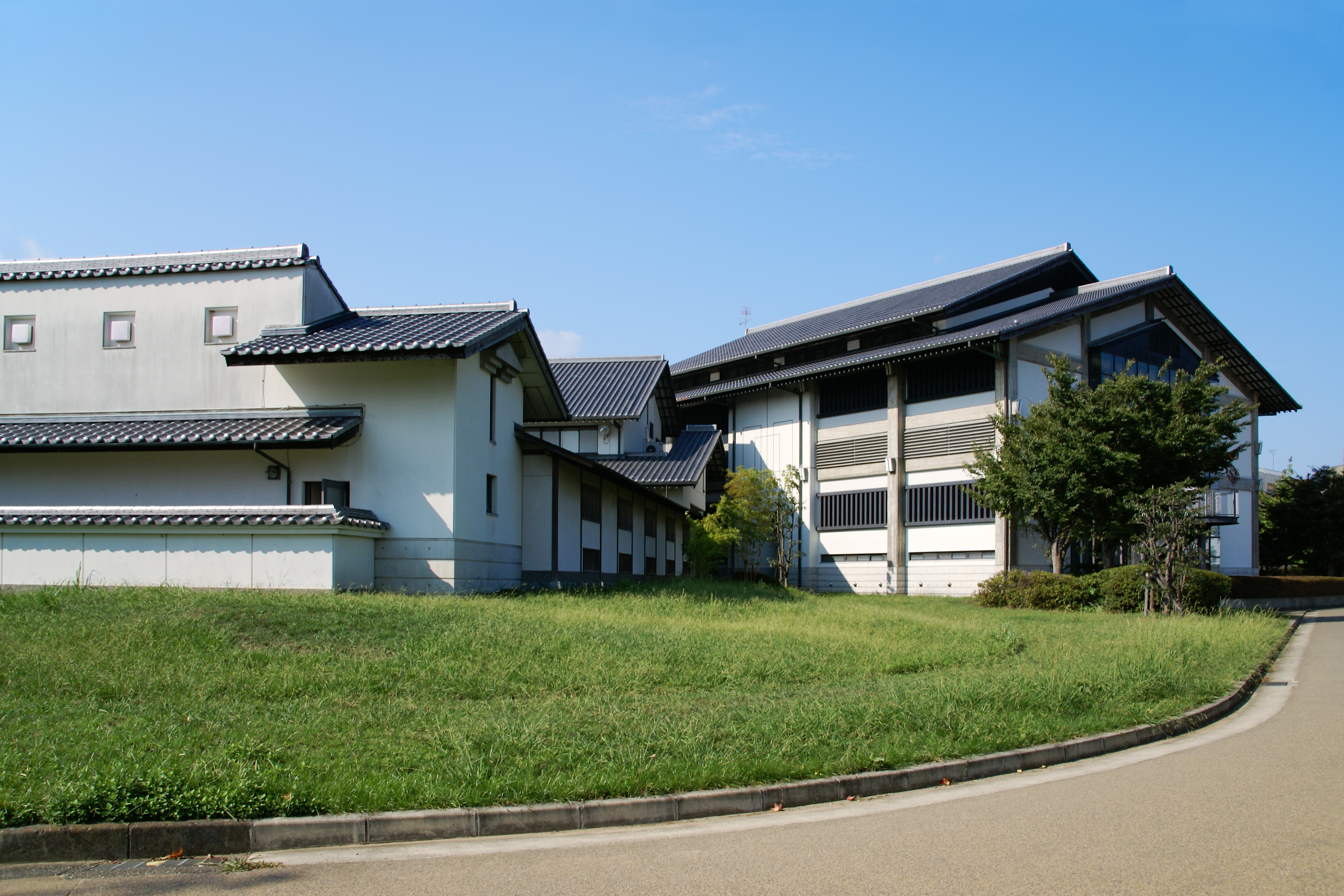
徳島県立中央武道館
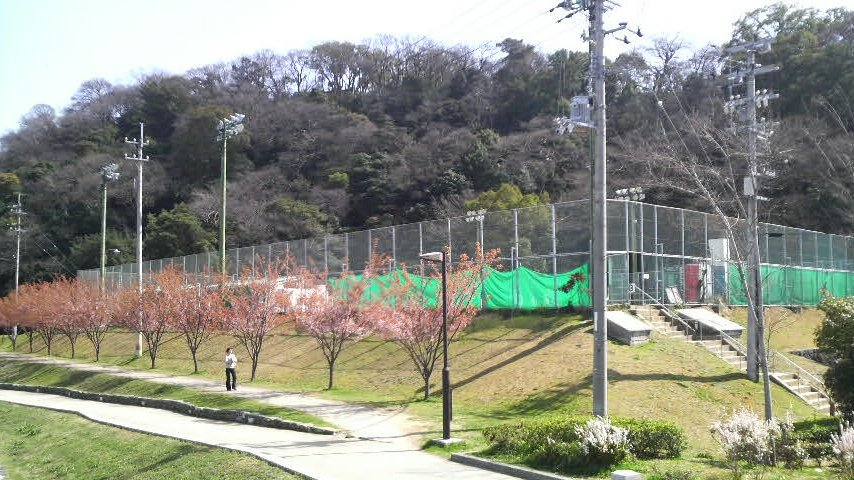
徳島市民庭球場 西の丸コート
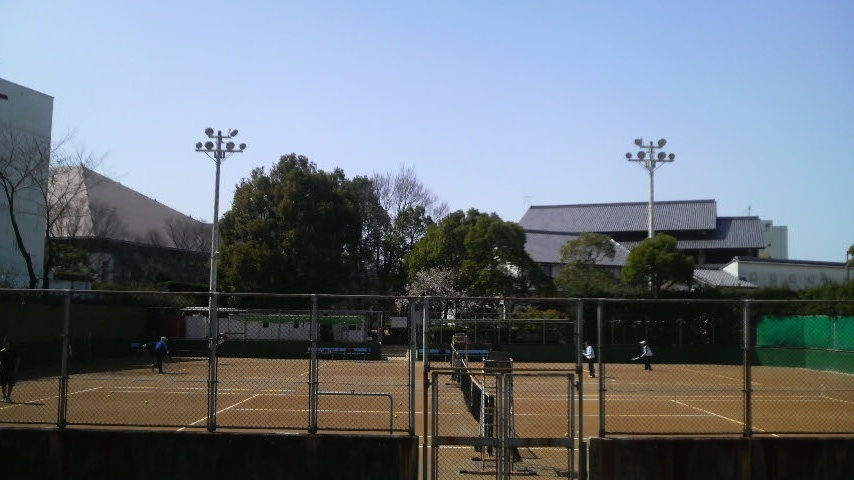
徳島市民庭球場 城ノ内コート